# كريغ بيدل
كريغ بيدل (بالإنجليزية: Craig Biddle)‏ مواليد 24 أكتوبر 1879 في بنسيلفانيا، كان لاعب كرة مضرب أمريكي. وصل إلى نهائي بطولة أمريكا المفتوحة للتنس سنة 1920.

## النهائيات

### الزوجي المختلط

#### الوصافة (1)
| السنة | البطولة                     | الأرضية | الشريك      | المنافس                              | النتيجة  |
| 1920  | بطولة أمريكا المفتوحة للتنس | عشبية   | مولا مالوري | هازل هوتشكيس وايتمان والاس إف جونسون | 4–6, 3–6 |

## روابط خارجية
- كريغ بيدل على موقع رابطة محترفي التنس (الإنجليزية)
- كريغ بيدل على موقع خلاصة التنس.كوم (الإنجليزية)